# 부부 시세
부부 시세(Boubou Cissé, 1974년 ~ )는 말리의 정치인이다.